# Paolo De Ceglie
Paolo De Ceglie (* 17. September 1986 in Aosta) ist ein ehemaliger italienischer Fußballspieler. Er war ein technisch und physisch starker Spieler, der entweder im linken Mittelfeld oder auf der linken Abwehrseite eingesetzt wurde.

## Karriere

### Im Verein
Paolo De Ceglie begann seine Karriere in den Jugendmannschaften von Juventus Turin, die er bis zur Primavera durchlief. Mit dieser höchsten Jugendmannschaft gewann er zweimal das Torneo di Viareggio, in der Saison 2005/06 das Campionato Primavera und 2006 die Super Coppa Primavera. In diesem Finalspiel, das man mit 5:1 gegen Inter Mailand gewann, erzielte De Ceglie einen Hattrick.
Sein Debüt für die Profimannschaft von Juve gab er am 6. November 2006 im Serie-B-Auswärtsspiel bei der SSC Neapel, das 1:1 endete. Sein erstes Tor für die Bianconeri erzielte De Ceglie am 25. November 2006, nur sechs Minuten nachdem er eingewechselt wurde, beim 4:1 im Heimspiel gegen die US Lecce.
Am 20. Juni 2007 verkaufte Juve 50 % seiner Transferrechte an die AC Siena, bei der er in der Saison 2007/08 unter Trainer Mario Beretta Stammspieler auf der linken Seite war und konstant gute Leistungen zeigte. Zur Saison 2008/09 wechselte De Ceglie zurück zu Juventus, wo er regelmäßig zum Einsatz kam.
Am 18. Januar 2014 wurde De Ceglie bis zum Ende der Saison 2013/14 an den CFC Genua ausgeliehen. Die Saison 2014/15 bestritt er leihweise beim FC Parma. Die Leihe wurde jedoch vorzeitig aufgelöst.
Im Sommer 2015 wurde De Ceglie für ein Jahr an den französischen Erstligisten Olympique Marseille ausgeliehen.
Nachdem Transfers zum FC Crotone oder zum AC Pisa auf seine Weigerung hin nicht vollzogen wurden, wurde sein Vertrag mit Juventus im Juni 2017 aufgelöst. Nach mehrmonatiger Vereinslosigkeit verpflichtete ihn am 12. Januar 2018 der Schweizer Zweitligist Servette FC Genève.

### In der Nationalmannschaft
Paolo De Ceglie durchlief die italienischen Jugendnationalmannschaften seit der U-19, im Dezember 2006 debütierte er in der U-21, für die er bis 2009 15 Spiele bestritt. 2008 nahm De Ceglie mit der italienischen Olympiaauswahl am olympischen Fußballturnier in China teil und stand dort in drei von vier Turnierpartien in der italienischen Startelf, unter anderem bei der 2:3-Niederlage im Viertelfinale gegen Belgien.

## Erfolge
- Sieger des Torneo di Viareggio: 2004, 2005
- Sieger des Campionato Primavera: 2005/06
- Sieger der Super Coppa Primavera: 2006
- Italienischer Serie-B-Meister: 2006/07
- Italienischer Meister: 2011/12, 2012/13, 2014/15, 2016/17
- Italienischer Supercupsieger: 2012, 2013
- Italienischer Pokalsieger: 2014/15, 2016/17